# 合和香港房地產
合和香港房地產有限公司（簡稱合和香港房地產）是合和實業旗下公司，1970年成立前身為「合和屋宇有限公司」，主要從事香港房地產開發，在香港持有13座物業，其中包括合和中心及九龍灣國際展貿中心。
值得一提，合和香港房地產和經營香港島南區的地產代理公司合和地產並無關係。

## 計劃上市
2013年2月，合和實業宣佈分拆旗下全部香港資產上市，上巿編號為288，計劃集資6至8億美元，集資所得主要用作發展合和中心二期。分拆完成後，合和實業將持有合和香港房地產最少51%股權，合和實業直接持有的其他資產包括合和新城、獵德綜合商業項目、河源電廠及合和公路基建股權。

## 擱置上市
2013年6月13日，合和宣佈基於環況市況波動，經商議後，擱置原先上市計劃

## 旗下物業
- 合和中心
- 胡忠大廈
- QRE Plaza
- Garden East
- 九龍灣國際展貿中心
- 悅來坊
- 悅來酒店
- 樂天峰
- 合和中心二期
- 囍匯

## 連結
- HopewellHKProperties.com
- 合和香港房地產招股章程（页面存档备份，存于）